# Добреянце
Добреянце или Добринци (на сръбски: Добрејанце или Dobrejance) е село в Югоизточна Сърбия, Пчински окръг, Град Враня, община Враня.

## География
Селото се намира в котловината Поляница. Отстои на 18,4 км северно от окръжния и общински център Враня, на 3,7 км южно от село Ушевце, на 6,9 км югозападно от село Смилевич и на 5,4 км северозападно от село Сикире.

## История
По време на Първата световна война селото е във военновременните граници на Царство България, като административно е част от Вранска околия на Врански окръг.

## Население
Според преброяването на населението от 2011 г. селото има 58 жители.

### Етнически състав
Данните за етническия състав на населението са от преброяването през 2002 г.
- сърби – 84 жители (100%)